# 32 nanómetros
32 nanómetros (32nm) es la tecnología de fabricación de semiconductores, en la que los componentes están fabricados en una 32 milmillonésima parte de un metro.

## Visión general
Actualmente, su uso está destinado sobre todo, a la fabricación microprocesadores CMOS.

### Microprocesadores

#### Familia Intel
- Westmere
- Sandy Bridge

#### Familia AMD
- AMD Fusion
- Bulldozer

## Historia

### Predecesor
45 nanómetros (45nm) era la anterior tecnología de fabricación de semiconductores.

### Sucesor
22 nanómetros (22nm) sustituye a los 32nm como la tecnología de fabricación de semiconductores, siguiendo de acuerdo al International Technology Roadmap for Semiconductors (ITRS).